# Piotr Nalitch
Piotr Andreïevitch Nalitch (en russe : Налич Пётр Андреевич), connu en anglais sous le nom Peter Nalitch, est un chanteur russe, né le 30 avril 1981 à Moscou.
Il compose et chante des chansons qu’il qualifie lui-même de « Joyeux Babouri » (Весёлые Бабури). Diplômé de l’Université d’Architecture de Moscou (МАРХИ), il a étudié à l’Université de Musique, ainsi que dans le studio « Orfeï » (Орфей) sous la direction d’Irina Moukhina.

## Biographie
Nalitch est né à Moscou en 1981. À la fin de ses études à l’Université d’Architecture de Moscou, il a travaillé deux ans en tant qu'architecte. Il est divorcé.

## «Gitar»
Piotr Nalitch est devenu célèbre après la publication sur YouTube du clip délirant (à prendre au second degré) de sa chanson « Gitar », réalisé par ses soins. Le clip a été mis en ligne au printemps 2007. En un mois, 70 000 personnes l’avaient déjà visionné. Ce sont les utilisateurs de LiveJournal qui se passaient le lien vers la chanson, ce qui avait pour conséquence de faire grimper le nombre de visionnages par milliers chaque jour. À la suite de cela, des interviews et des articles à propos de Piotr sont apparus dans quelques journaux et magazines russes.

## Collectif Musical de Piotr Nalitch

### Les débuts
En 2007, Piotr avait à peu près 40 chansons et compositions musicales écrites, toutes mises en ligne gratuitement sur son site. Les enthousiastes les ont archivées et on peut toujours les trouver sur le net. Ces chansons ont donc été à la base du répertoire avec lequel Piotr a donné son premier concert, le 9 novembre 2007 dans le club « Apchou » («Апшу»), à Moscou. Cependant, nombreux ont été ceux qui n’ont pas pu entrer dans la salle surpeuplée.
Après le succès de ce premier concert, des articles sont apparus sur les blogs et dans la presse. C’est à ce moment-là que Piotr a rassemblé un groupe de musiciens, avec lesquels il donne encore deux concerts durant l’hiver 2008 dans le club « IKRA » («Икра»), à Moscou. Les billets pour ces concerts se sont arrachés des mois à l'avance.
Le groupe a par la suite pris le nom de « Collectif Musical de Piotr Nalitch », « Mouzykal'nyï kollektiv Petra Nalitcha » (Музыкальный коллектив Петра Налича) ou tout simplement « MKPN » («МКПН»). Sur la version anglaise du site, le nom du groupe est traduit en « Peter Nalitch & Friends »

### Le succès
Au cours des deux ans qui ont suivi, en plus des concerts à Moscou, MKPN est parti faire des concerts à Saint-Pétersbourg, Iekaterinbourg, Nijni Novgorod et dans d’autres grandes villes de Russie. Durant l’été 2008, MKPN part encourager les équipes sportives russes au Championnat d’Europe de football et aux Jeux Olympiques de Pékin.
Le collectif sort ensuite son premier album – Radost’ Prostykh Melodiï (Радость простых мелодий - littéralement « La joie des musiques simples »). Viennent s'ajouter à cela le DVD d'un concert – MKPN v B1 Maximum (МКПН в Б1 Maximum – « MKPN au B1 Maximum ») et le maxi-single More (Море – « La mer »). En 2009, le groupe est à l'affiche du festival « Sfinks » à Anvers (Belgique).

## Eurovision 2010
Le 7 mars 2010 a eu lieu la finale du concours de présélection en Russie. Avec 20,9 % des voix des téléspectateurs et du jury, le Collectif Musical de Piotr Nalitch a gagné en interprétant la chanson Lost and Forgotten en anglais. Ils ont représenté la Russie au Concours Eurovision de la chanson en 2010, finissant à la 11e place.

## Style musical
Piotr Nalitch chante en russe, en anglais (avec un accent russe, car il refuse de faire semblant de parler correctement anglais et de cacher son accent), mais aussi en italien (« Santa Lucia »), en français (« Il pleut toujours », sur le maxi-single « More ») et en babursi, une langue inventée.
Les paroles des chansons sont souvent humoristiques et tiennent parfois de la comptine pour enfants (« Yeti » - «Йети», une chanson à propos d'un yéti malheureux car rejeté par tous). Ils ont aussi fait des reprises de romances russes et de chansons cosaques.
Tous leurs albums et leurs chansons sont disponibles en ligne sur le site du groupe, avec la mention «Pay what you will» (« Donnez ce que vous voulez ») ; et ce bien que l'album et le maxi-single soient disponibles à la vente. Piotr Nalitch a déclaré dans une interview qu'ils ne vivaient pas des ventes d'albums, mais uniquement des concerts donnés en Russie.
Prolongeant cette idée de promotion sur internet (le groupe est né à la suite d'une chanson-blague postée sur YouTube), le Collectif a donné, le 17 septembre 2009, un concert acoustique depuis leur propre appartement, retransmis en direct sur RuTube (le YouTube russe). Le 30 octobre 2009, ils remettent ça avec cette fois un concert à Moscou (dans la salle «Milk»), retransmis en direct sur RuTube.

## Membres du Collectif
Membres actuels
- Piotr Nalitch — voix, piano, accordéon
- Ioura Kostenko — saxophone, flûte
- Sergeï Sokolov — domra, voix
- Kostia Chvetsov — guitare
- Dima Simonov — basse
- Denis Marinkine — percussions

Anciens membres
Denis Mazaiev, Iacha Gladkiï, Maksim Karpychev, Danila Lentsi, Nastia Sokolova, Sacha Baïdakov.

## Discographie
- 2007 — Single de la saison estivale 2008 (disponible avec le journal « Aficha » («Афиша» - « Affiche »)
- 2008 — « Radost prostykh melodiï » («Радость простых мелодий» - « La joie des mélodies simples »)[8]
- 2009 — « Kontsert MKPN v B1 Maximum » («Концерт МКПН в Б1 Maximum» - Concert de MKPN au B1 Maximum »)[9]
- 2009 — Maxi-single « More » («Море» - « La mer »)[10]
- 2010 — « Vesiolye Babouri » («Весёлые Бабури» - « Joyeux Baburi »), sorti le 9 octobre[11],[12]